# Unione Sportiva Albese 1979-1980
Questa voce raccoglie le informazioni riguardanti l'Unione Sportiva Albese nelle competizioni ufficiali della stagione 1979-1980.

## Rosa
| N. |                   | Ruolo | Calciatore          |
| -- | ----------------- | ----- | ------------------- |
|    | Italia (bandiera) | C     | Domenico Barello    |
|    | Italia (bandiera) | P     | Ettore Berrino      |
|    | Italia (bandiera) | A     | Massimo Brutti      |
|    | Italia (bandiera) | D     | Daniele Cappelletto |
|    | Italia (bandiera) | C     | Francesco Cappelli  |
|    | Italia (bandiera) |       | De Campo            |
|    | Italia (bandiera) | D     | Claudio De Gasperi  |
|    | Italia (bandiera) | A     | Giacomo Dogliani    |
|    | Italia (bandiera) | C     | Egidio Fasano       |
|    | Italia (bandiera) | C     | Roberto Fontana     |
|    | Italia (bandiera) | C     | Gianni Furlano      |
|    | Italia (bandiera) | A     | Paolo La Jacona     |

| N. |                   | Ruolo | Calciatore         |
| -- | ----------------- | ----- | ------------------ |
|    | Italia (bandiera) | D     | Franco Malacarne   |
|    | Italia (bandiera) | C     | Piero Orsini       |
|    | Italia (bandiera) | C     | Salvatore Rampanti |
|    | Italia (bandiera) |       | Roggero            |
|    | Italia (bandiera) | D     | Franco Rossi       |
|    | Italia (bandiera) | C     | Giuseppe Sarullo   |
|    | Italia (bandiera) | C     | Gian Luigi Sarzano |
|    | Italia (bandiera) | A     | Renzo Scardellato  |
|    | Italia (bandiera) | C     | Mauro Soro         |
|    | Italia (bandiera) | D     | Giuseppe Strumia   |
|    | Italia (bandiera) | P     | Franco Tunno       |